# Elišama
Elišama (hebrejsky אֱלִישָׁמָע, v oficiálním přepisu do angličtiny Elishama) je vesnice typu mošav v Izraeli, v Centrálním distriktu, v Oblastní radě Drom ha-Šaron.

## Geografie
Leží v nadmořské výšce 28 metrů v hustě osídlené a zemědělsky intenzivně využívané pobřežní nížině, respektive Šaronské planině. Podél východní strany vesnice teče vádí Nachal Kana, na západní straně je to Nachal Hadas.
Obec se nachází 12 kilometrů od břehu Středozemního moře, cca 17 kilometrů severovýchodně od centra Tel Avivu a cca 73 kilometrů jižně od centra Haify. Leží v silně urbanizované krajině, v místech, kde na jihovýchodním okraji města Hod ha-Šaron začíná fragment zachované zemědělské krajiny podél toku řeky Jarkon, který je na jihu omezen zastavěným územím města Petach Tikva. Elišamu obývají Židé, přičemž osídlení v tomto regionu je etnicky převážně židovské. Výjimkou je město Džaldžulja cca 2 kilometry na východ, které je součástí takzvaného Trojúhelníku obývaného izraelskými Araby.
Elišama je na dopravní síť napojena pomocí dálnice číslo 40. Ta se tu kříží s novou dálnicí číslo 531.

## Dějiny
Elišama byla založena v roce 1951. Původně se nazývala Mizrach Jarkona (מזרח ירקונה). Pak byla osada pojmenována podle Elišama ben Amichuda - zmiňovaného v bibli jako předáka kmene Efraim. Zakladateli mošavu byla skupina Židů původem z Tripolska (Libye).
Správní území obce dosahuje 1600 dunamů (1,6 kilometru čtverečního). Místní ekonomika je založena na zemědělství (pěstování citrusů, zeleniny a květin a chov dobytka).
Až do roku 1948 stála cca 1 kilometr severozápadně od nynějšího mošavu arabská vesnice Bijar Adas. V roce 1931 v ní žilo 161 lidí a stálo tu 38 domů. Během války za nezávislost roku 1948 byla ovládnuta izraelskými silami a arabské osídlení tu skončilo. Podle palestinských zdrojů při dobývání vesnice zabili příslušníci jednotek Hagany 15 arabských obyvatel. Zástavba vesnice pak byla na příkaz funkcionáře Židovského národní fondu Josefa Weitze zbořena a plocha vesnice proměněna na zemědělské pozemky (později stavebně využita při rozrůstání aglomerace Hod ha-Šaron.

## Demografie
Podle údajů z roku 2014 tvořili naprostou většinu obyvatel v obci Elišama Židé (včetně statistické kategorie "ostatní", která zahrnuje nearabské obyvatele židovského původu ale bez formální příslušnosti k židovskému náboženství).
Jde o menší sídlo vesnického typu s dlouhodobě rostoucí populací. K 31. prosinci 2014 zde žilo 1204 lidí. Během roku 2014 populace stoupla o 2,8 %.
| Rok            | 1961 | 1972 | 1983 | 1995 | 2001 | 2003 | 2004 | 2005 | 2006 | 2007 | 2008 | 2009 | 2010 | 2011 | 2012 | 2013 | 2014 |
| -------------- | ---- | ---- | ---- | ---- | ---- | ---- | ---- | ---- | ---- | ---- | ---- | ---- | ---- | ---- | ---- | ---- | ---- |
| Počet obyvatel | 536  | 557  | 454  | 529  | 795  | 847  | 875  | 910  | 938  | 972  | 1008 | 1064 | 1087 | 1152 | 1179 | 1171 | 1204 |